# ويليام ويلسون (قاضي)
ويليام ويلسون (بالإنجليزية: William Wilson)‏ هو قاضي أمريكي، ولد في 27 أبريل 1794، وتوفي في 29 أبريل 1857.